# 異斯夫
異斯夫（いしふ、生没年不詳）は、6世紀の新羅の将軍であり、王族の一員。姓は金、諱は苔宗。日本書紀では伊叱夫礼智干岐、あるいは伊叱夫礼知奈末という名で紹介されている。17代王奈勿尼師今の4世孫であり（『三国史記』列伝・異斯夫伝）、22代智証麻立干から24代真興王に仕えた。『三国遺事』では朴伊宗の名で現れる。

## 生涯
智証麻立干の6年（505年）に初めて軍主の職位が設けられて異斯夫が着任し、512年には伊飡（2等官）の位に上り、何瑟羅州（現在の江原道江陵市）の軍主となった。そして于山国（鬱陵島）を攻めて服属させた。529年には卓淳国の熊川で近江毛野を攻撃して追い払い、531年には久礼牟羅から百済軍を敗退させた。法興王の19年（532年）には、古の居道（きょどう、コド）の計略を用いて伽耶を滅ぼした。541年3月には兵部の令（長官）に任ぜられ、内外の軍政を統括した。550年には百済と高句麗との攻防の間隙を縫って、両国間の係争地であった道薩城（忠清北道槐山郡）及び金峴城（忠清北道鎮川郡）を奪い取った。この直後に高句麗兵が反撃をしてきたが持ちこたえ、逆に追撃して高句麗兵を大敗させてもいる。562年9月には反乱を起こした伽耶（大伽耶）を討伐する軍の主将となり、副将の斯多含とともに伽耶を再び服属させることに成功した。
これらのような将軍としての華々しい活躍の一方で、545年7月には国史編纂を上奏したという文化面での貢献も伝えられる。真興王は異斯夫の進言を容れて、545年に居柒夫らが新羅にとって初めての国史を編纂することとなった。

### 于山国討伐の計略
『三国史記』新羅本紀・智証麻立干紀及び『三国史記』列伝・異斯夫伝は、ほぼ同文で異斯夫の于山国討伐の経緯を伝える。于山国（鬱陵島）は溟州（江原道）の東海に浮かぶ島国であり、陸続きではないために往来の容易でないことを恃みにして新羅に服属していなかった。何瑟羅州軍主となった異斯夫は、于山国の人々が勇猛ではあるが思慮の浅いことを見てとって、力攻めにするのではなく計略によって服属させようとした。そこで木造の獅子像を数多く作って船べりにならべ、船を于山国の岸辺につけて、「もしお前達が服従しないのであれば、この獣を解き放ってお前達を踏み殺させよう」と呼ばわった。于山国の人々は恐れをなして降伏した。
同様の話が『三国遺事』紀異・智哲老王条にも伝わっており、こちらでは、于陵島（鬱陵島）討伐を伊飡（2等官）の朴伊宗に命じたと記されている。

### 伽耶討伐の計略
『三国史記』列伝では異斯夫伝の直前に居道伝を記しているが、居道は第4代脱解尼師今の時代の人であり、新羅の隣国の于尸山国（蔚山広域市）・居柒山国（釜山広域市東萊区）を滅ぼすために、多くの馬を集めて兵士に駆け回らせるという遊戯を毎年繰り返し、于尸山国・居柒山国の人々に見慣れさせた。両国の人々がこの馬遊びに慣れてしまって兵馬が近寄っても不審としなくなった頃を見計らって、居道は両国を急襲して滅ぼした。異斯夫伝には、異斯夫がこれと同じ計略（馬遊び）を用いて伽耶を滅ぼしたと伝えている。